# (823) Sisigambis
(823) Sisigambis ist ein Asteroid des Hauptgürtels, der am 31. März 1916 vom deutschen Astronomen Max Wolf in Heidelberg entdeckt wurde. 
Der Asteroid ist nach Sisigambis benannt, der Mutter des persischen Königs Darius III.